# Мали, Артуро
Артуро Франсиско Мали (исп. Arturo Francisco Maly, 6 сентября 1939, Буэнос-Айрес — 25 мая 2001, Мортерос, провинция Кордова, Аргентина) — аргентинский актёр, награждённый Серебряным Кондором. Приобрел известность в России благодаря главной роли в аргентинском сериале «Дикий ангел», показанному по телеканалу РТР в 1999—2000 годах. Он участвовал в более чем 90 фильмах и сериалах в Аргентине в период 1970 и 2001 годов.

## Биография
Артуро Франсиско Мали родился 6 сентября 1939 года в Буэнос-Айресе. С детства мечтал освоить актёрское мастерство, поэтому он поступил в Национальное Театральное Училище. По его окончании начал артистическую карьеру с участия в театральной постановке «Сирано де Бержерака» 1963 год. На экранах телевизоров он впервые появился в сериале «Esta noche…miedo» 1970 год. Первый фильм с его участием вышел на экраны в 1972 году. Талантливый актёр Артуро Мали снискал известность во всем мире. За его непревзойденную игру он получил награду «Серебряный кондор» за лучшую мужскую роль в драме «Tiempo de revancha» 1982 год и премию «Мартина Фиерро» за роль в проекте «Atreverce» 1991 год. Часто играл роли кинозлодеев, в том числе в мультфильме «Condor Crux» 2000 год — первом аргентинском анимационном фильме, созданном в 3D-графике; его голосом заговорил злобный диктатор Физар. В последние годы жизни Артуро продолжал активно работать — снимался в кино и ездил на гастроли. Врачи предупреждали его о проблемах со здоровьем и необходимости отдыха. Артуро Мали до последнего игнорировал рекомендации врачей. Он участвовал в съемках сериалов «Селеста», «Нано» и «Дикий Ангел». Последним его телепроектом стал телесериал «Латинская любовь». Артуро умер 25 мая 2001 года, находясь на гастролях в Мортеросе в провинции Кордова Аргентина от сердечного приступа. За день до смерти он был на премьере фильма «Побег».

## Личная жизнь
Артуро Франсиско Мали был женат два раза: в первый раз на Эстер Феррандо (вскоре развелись), во второй — на Марте Клопман.
Второй брак оказался удачнее и продлился до конца жизни Артуро Мали. Итогом совместной жизни стали двое детей — Эсекиэль и Алехандро.

## Избранная фильмография

### Телесериалы и мини-сериалы
- 1966 — Театр Альфредо Алькона / El teatro de Alfredo Alcón (телесериал)
- 1970 — Сегодня вечером… страшно / Esta noche… miedo (телесериал)
- 1971 — Вещи Кампанелли / Las cosas de los Campanelli (телесериал)
- 1973 — Театр Норма Алеандро / El Teatro de Norma Aleandro (телесериал)
- 1974 — Высокая комедия / Alta comedia (телесериал)
- 1974 — Женщина в толпе / Una mujer en la multitud (телесериал)
- 1976 — Сказки на ночь / Cuentos para la noche (телесериал)
- 1979 — Андреа Селеста / Andrea Celeste — Карлос Ирастуа (телесериал)
- 1979 — Это мы / Somos nosotros — Роберто (телесериал)
- 1979 — Профессия, домохозяйка / Profesión, ama de casa — Херардо (телесериал)
- 1979 — Завтра я могу умереть / Mañana puedo morir (телесериал)
- 1980 — Хусто Суарес, бык скотобойни / Justo Suárez, el torito de Mataderos (телесериал)
- 1980 — Роза… далеко / Rosa… de lejos — Хосе (телесериал)
- 1980-1982 — Специальные предложения ATC / Los especiales de ATC (телесериал)
- 1981 — 24 часа / Las 24 horas (телесериал)
- 1982 — Да здравствует Америка / Viva América — Витольд Дульска (телесериал)
- 1982 — Звёздная ночь / Noche estelar (телесериал)
- 1982 — Опасная зона / Área peligrosa (телесериал)
- 1983 — Смешная грязная маленькая война / No habrá más penas ni olvido — Тото (фильм)
- 1983 — Южное побережье / Costa Sur (телесериал)
- 1983 — Обязательство / Compromiso (телесериал)
- 1984-1985 — Истории для просмотра / Cuentos para ver (телесериал)
- 1985 — Счёт до десяти / Contar hasta diez — Педро Вальехос (фильм)
- 1987 — Я отказываюсь терять тебя / Me niego perderte (телесериал)
- 1987 — Завершённое время / Tiempo cumplido (телесериал)
- 1987 — Вымыслы / Ficciones (телесериал)
- 1988 — Перелётная птица / Ave de paso (телесериал)
- 1988 — Как сама жизнь / Como la vida misma (телесериал)
- 1988 — Мы из плоти / De carne somos (телесериал)
- 1989 — Другие и мы / Los otros y nosotros (телесериал)
- 1989 — Помогите, 5-й год / Socorro: 5º año — профессор Ди Джорджио (телесериал)
- 1990-1991 — Смелее / Atreverse — Луис Виктор Марио (телесериал)
- 1990 — Красивая страница / La bonita página (телесериал)
- 1990 — Нет ничего хуже / Peor es nada — таможенник (телесериал)
- 1991 — Селеста / Celeste — Бруно Розетти (телесериал)
- 1991 — Проволочный забор / Alambrado — Харви Логан (телесериал)
- 1992 — Зона риска / Zona de riesgo (телесериал)
- 1992 — Высокая комедия / Alta comedia (телесериал)
- 1992 — Мари-Галанте / Marie-Galante (телеминисериал)
- 1994 — Нано / Nano — Ноэль Эспада (телесериал)
- 1996 — Последнее лето / El último verano (телесериал)
- 1996 — Как горячий хлеб / Como pan caliente (телесериал)
- 1997 — Знак / El signo (телеминисериал)
- 1997 — Лабиринт — инспектор Пухадас (телесериал)
- 1998 — Зелёные глаза / Ojitos verdes — Отец Диего (телесериал)
- 1998-1999 — Дикий ангел / Muñeca brava — Федерико Ди Карло (телесериал)
- 2000 — Крылья любви / Amor latino — Леандро Вильегас (телесериал)
- 2001 — Побег / La fuga (фильм)

## Роли в театре
- 1972 — Кавказский меловой круг
- 2000—2001 — Sinvergüenzas